# Úszás az 1906. évi nyári olimpiai játékokon
Az 1906-os „pánhellén olimpián” úszásban négy versenyszámban avattak bajnokot.

## Éremtáblázat
A táblázatban a rendező ország csapata és a magyar csapat eltérő háttérszínnel, az egyes számoszlopok legmagasabb értéke, vagy értékei vastagítással kiemelve.
| Az 1906. évi nyári olimpiai játékok éremtáblázata úszásban | Az 1906. évi nyári olimpiai játékok éremtáblázata úszásban | Az 1906. évi nyári olimpiai játékok éremtáblázata úszásban | Az 1906. évi nyári olimpiai játékok éremtáblázata úszásban | Az 1906. évi nyári olimpiai játékok éremtáblázata úszásban | Olimpia  |
| ---------------------------------------------------------- | ---------------------------------------------------------- | ---------------------------------------------------------- | ---------------------------------------------------------- | ---------------------------------------------------------- | -------- |
|                                                            | Ország                                                     | Arany                                                      | Ezüst                                                      | Bronz                                                      | Összesen |
| 1.                                                         | Nagy-Britannia (GBR)                                       | 1                                                          | 2                                                          | 2                                                          | 5        |
| 2.                                                         | Magyarország (HUN)                                         | 1                                                          | 1                                                          | 0                                                          | 2        |
| 3.                                                         | Ausztria (AUT)                                             | 1                                                          | 0                                                          | 1                                                          | 2        |
| 4.                                                         | Egyesült Államok (USA)                                     | 1                                                          | 0                                                          | 0                                                          | 1        |
|                                                            |                                                            |                                                            |                                                            |                                                            |          |
| 5.                                                         | Németország (GER)                                          | 0                                                          | 1                                                          | 0                                                          | 1        |
|                                                            |                                                            |                                                            |                                                            |                                                            |          |
| 6.                                                         | Ausztrália (AUS)                                           | 0                                                          | 0                                                          | 1                                                          | 1        |
|                                                            |                                                            |                                                            |                                                            |                                                            |          |
| Összesen                                                   | Összesen                                                   | 4                                                          | 4                                                          | 4                                                          | 12       |

## Érmesek
| Az 1906. évi nyári olimpiai játékok érmesei úszásban |                                                                                        |                                                                                       |                                                                                            |
| Versenyszám                                          | Arany                                                                                  | Ezüst                                                                                 | Bronz                                                                                      |
| 100 m gyors                                          | Charles Daniels · Egyesült Államok (USA) · 1:13,4                                      | Halmay Zoltán · Magyarország (HUN) · 1:14,2                                           | Cecil Healy · Ausztrália (AUS)                                                             |
| 400 m gyors                                          | Otto Scheff · Ausztria (AUT) · 6:23,8                                                  | Henry Taylor · Nagy-Britannia (GBR) · 6:24,4                                          | John Arthur Jarvis · Nagy-Britannia (GBR) · 6:27,2                                         |
| 1 mérföld gyors                                      | Henry Taylor · Nagy-Britannia (GBR) · 28:28,0                                          | John Arthur Jarvis · Nagy-Britannia (GBR) · 30:13,0                                   | Otto Scheff · Ausztria (AUT) · 30:59,0                                                     |
| 4 × 250 m gyorsváltó                                 | Magyarország (HUN) · Hajós Henrik · Halmay Zoltán · Kiss Géza · Ónody József · 16:54,2 | Németország (GER) · Erns Bahnmeyer · Max Pape · Emil Rausch · Oskar Schiele · 17:16,2 | Nagy-Britannia (GBR) · John Derbyshire · William Henry · John Arthur Jarvis · Henry Taylor |